# Dajr Chabijja
Dajr Chabijja (arab. ديرخبية) – miejscowość w Syrii, w muhafazie Damaszek. W 2004 roku liczyła 4350 mieszkańców.